# 伊万·布洛赫

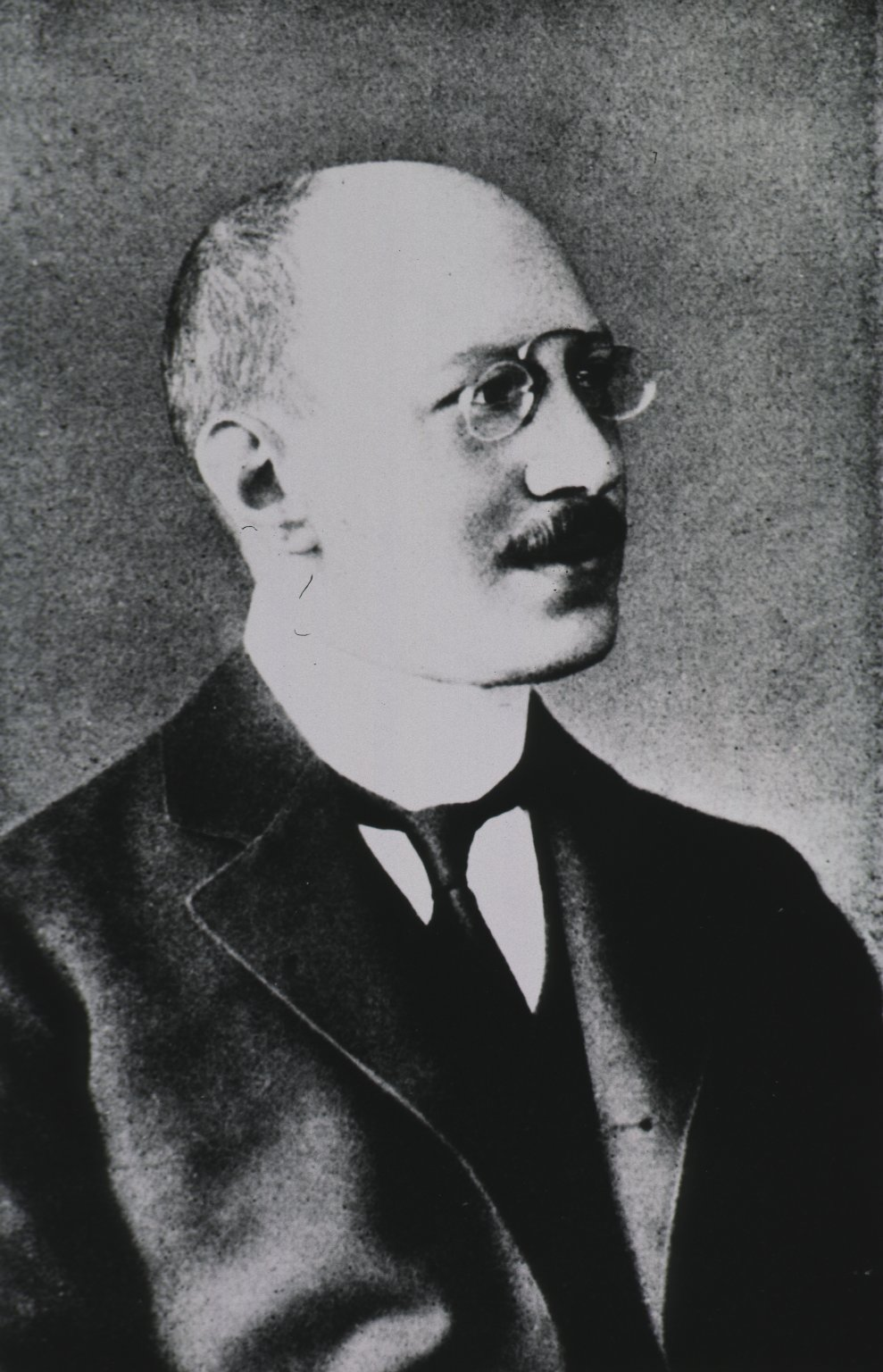
伊万·布洛赫

伊万·布洛赫（德語：Iwan Bloch，1872年4月8日—1922年11月21日），德国皮肤病学家，性学学科的创始人之一。

## 生平
生于奥尔登堡大公国的代尔门霍斯特。他发现了萨德侯爵的《索多玛120天》手稿，并在1904年用欧仁·杜伦（Eugène Dühren）的假名出版。
1899年，他还用同一假名发表了《萨德侯爵：生平和作品》一书。
他与马格努斯·赫希菲尔德提出了性科学的概念，写作“Sexualwissenschaft”。

## 著作
- 《奇异性行为的人类学研究》（Anthropological Studies on the Strange Sexual Practices of All Races and All Ages）
- 《卖淫》（Die Prostitution，Band 1, 1912; 2. Band posthum 1925）